# Plectris fallax
Plectris fallax är en skalbaggsart som beskrevs av Blanchard 1850. Plectris fallax ingår i släktet Plectris och familjen Melolonthidae. Inga underarter finns listade i Catalogue of Life.